# Europejska Agencja Bezpieczeństwa i Zdrowia w Pracy
Europejska Agencja Bezpieczeństwa i Zdrowia  w Pracy (ang. European Agency for Safety and Health at Work, EU-OSHA) – agencja Unii Europejskiej i ma za zadanie gromadzić i rozpowszechniać wiedzę i informacje z zakresu bhp, w szczególności dotyczące dobrych praktyk.
EU-OSHA działa w Bilbao (Hiszpania). Została powołana w 1994.
Agencja:
- prowadzi i rozbudowuje wszechstronny system stron internetowych poświęconych bezpieczeństwu i zdrowiu,
- prowadzi kampanie informacyjne,
- realizuje program publikacji różnorodnych materiałów, od specjalistycznych raportów informacyjnych po biuletyny faktograficzne, obejmujące szeroki wachlarz zagadnień bhp.

Agencją kieruje Dyrektor, a jej Rada Zarządzająca składa się z przedstawicieli rządów, pracodawców i pracowników z 27 Państw Członkowskich i przedstawicieli Komisji Europejskiej. Do bieżącej obsługi Agencja posiada Biuro.